# 1678 Hveen
Az 1678 Hveen (ideiglenes jelöléssel 1940 YH) a Naprendszer kisbolygóövében található aszteroida. Yrjö Väisälä fedezte fel 1940. december 28-án, Turkuban.